# Erdbeben von Qumis 856
Das Erdbeben von Qumis am 22. Dezember 856 n. Chr., auch Erdbeben von Damghan genannt, ereignete sich in Persien. Es hatte eine geschätzte Magnitude von 7,9 oder 8,1 auf der Oberflächenwellen-Magnituden-Skala (MS). Das Epizentrum wird in der Nähe von Damghan vermutet. Es zerstörte den größten Teil der Provinz Qumis und forderte zahlreiche Tote. Laut at-Tabari waren es 45.096 Tote nur im Distrikt Damghan, laut al-Ya'qubi waren es 200.000 Tote. 46 Jahre später besuchte der persische Geograph Ibn Rusta die zerstörten Häuser und Karawansereien zwischen der ehemaligen Provinzhauptstadt Schahr-e Qumis (Hekatompylos) und Dorf Haddada (heute Dehmolla).
Das Erdbeben zerstörte die Provinz Qumis und Westchorasan (Nischapur). Es zerstörte Schahr-e Qumis und alle Dörfer zwischen Mehmandust und Haddada völlig. Aber archäologische Studien gaben keinen eindeutigen Beweis. Laut Sorkhabi (2017) sind die geschätzte Magnitude und die Todeszahlen vermutlich übertrieben.